# Antiaris
Antiaris is een  geslacht uit de moerbeifamilie (Moraceae). Het geslacht telt een soort die voorkomt in de tropische regio's van Australië, Azië, Afrika, en op eilandengroepen zoals Indonesië, de Filipijnen, Tonga en talrijke andere tropische eilanden.

## Soorten
- Antiaris toxicaria (J.F.Gmel.) Lesch.

... · 
Antiaris · 
Artocarpus · 
Broussonetia · 
Castilla · 
Dorstenia · 
Ficus · 
Maclura · 
Morus (Moerbei) · 
Streblus · 
...